# Spatuloricaria caquetae
Spatuloricaria caquetae es una especie de peces de la familia Loricariidae en el orden de los Siluriformes.

## Morfología
Los machos pueden llegar alcanzar los 37 cm de longitud total.

## Distribución geográfica
Se encuentran en Sudamérica, en la cuenca del río Orteguaza, afluente de río Caquetá, en Colombia.